# Per fi sols!
Per fi sols! (títol original en anglès, Darling Companion) és una pel·lícula estatunidenca de 2012 dirigida per Lawrence Kasdan i protagonitzada per Diane Keaton i Kevin Kline.

## Argument
La vida del matrimoni Winter canvia quan la Beth Winter (Diane Keaton) i la seva filla Grace (Elisabeth Moss) troben un gos abandonat al costat d'una carretera de Denver. Les dues no dubten gens en dur-lo a casa i quedar-se'l. Amb el nom de "Freeway", el gos es converteix en un lleial company i confident de la Beth que veu com els seus fills comencen la seva vida fora de casa i el seu marit se centra més en la seva feina que en la seva família. El dia del casament de la Grace però, en Joseph perd el gos. Furiosa amb en Joseph i destrossada per la pèrdua d'en Freeway, la Beth recluta alguns dels convidats del casament perquè l'ajudin a trobar el gos.

## Repartiment
| Intèrpret       | Personatge   |
| --------------- | ------------ |
| Diane Keaton    | Beth         |
| Kevin Kline     | Joseph       |
| Dianne Wiest    | Penny        |
| Richard Jenkins | Russell      |
| Sam Shepard     | Xèrif Morris |
| Elisabeth Moss  | Grace        |
| Ayelet Zurer    | Carmen       |

## Producció
La pel·lícula es va rodar a Salt Lake City.